# Phaea mehli
Phaea mehli es una especie de escarabajo longicornio del género Phaea, tribu Tetraopini, subfamilia Lamiinae. Fue descrita científicamente por Kasatkin en 2020.

## Descripción
Mide 8 milímetros de longitud.

## Distribución
Se distribuye por Ecuador.